# Aandeel van derden
Het aandeel van derden of belang van derden is een post in de geconsolideerde jaarrekening die aangeeft welk deel van het geconsolideerde eigen vermogen niet in handen is van de moedermaatschappij, maar door derden is ingebracht. Deze derden houden een minderheidsaandeel in een van de dochtermaatschappijen van de onderneming. Er rusten geen aflossings- of betalingsverplichtingen op deze post in de jaarrekening omdat deze post geen betrekking heeft op schulden van de onderneming.